# Vidra (Alba)
Vidra (veraltet Vidra de Jos; ungarisch Alsóvidra oder Kisaranyos) ist eine rumänische Gemeinde im Kreis Alba in der Region Siebenbürgen.

## Geographische Lage

Lage der Gemeinde Vidra im Kreis Alba

Die Gemeinde Vidra liegt mit ihren 39 kleineren Dörfern und Weilern (zwischen ein und zehn Kilometer vom Gemeindesitz entfernt) im Nordwesten des Kreises Alba im Bihor-Gebirge im historischen Motzenland. Im Zentrum des Apuseni-Gebirges (Munții Apuseni), am Unterlauf des Arieșul Mic – eines Quellflusses des Arieș – und der Kreisstraße (Drum județean) DJ 762, liegt der Ort Vidra etwa 15 Kilometer westlich von Câmpeni (Topesdorf); die Kreishauptstadt Alba Iulia (Karlsburg) ist etwa 98 Kilometer (62 km Luftlinie) südöstlich entfernt.

## Geschichte
Nach Berichten von J. Ackner (1856), V. Christescu (1929), I. Marțian (1920) u. a. wurden auf dem Gebiet des Ortes Vidra beidseitig des Flusses Arieș Funde von Goldwaschanlagen gemacht.
Der Ort Vidra, eine der ältesten Siedlungen des Motzenlandes, wurde 1595 erstmals urkundlich erwähnt. Damals gehörte er zum Stuhlbezirk Topánfalva (heute Câmpeni) des Komitates Torda-Aranyos im Fürstentum Siebenbürgen. Später fasste man die Dörfer im Tal des Arieșului Mic unter dem Namen Râul Mic zusammen. Bis 1924 – anlässlich des 100. Geburtstages von Avram Iancu – gehörte auch die Gemeinde Vidra de Sus (heute Avram Iancu) zu Vidra. Die Bewohner Vidras beschäftigten sich vorwiegend mit Landwirtschaft (besonders Viehzucht) und der Holzverarbeitung.
Die Gemeinde Vidra umfasst in Rumänien die zweitgrößte Anzahl an Dörfern (39) nach der Gemeinde Cornereva (40) im Kreis Caraș-Severin.

## Bevölkerung
1850 lebten auf dem Gebiet der heutigen Gemeinde 3.531 Einwohner. 3.505 waren Rumänen und 26 Roma. 1941 wurde mit 5.136 die größte Bevölkerungszahl registriert. Wegen der schlechten Lebensbedingungen – erschwerte Zugänge, kein Strom/Wasser, strenge Winter – verließen ab Anfang der 1950er Jahre viele Familien ihre Heimat. Bei der Volkszählung 2002 lebten auf dem Gebiet der Gemeinde 1.964 Menschen, davon 1.963 Rumänen und ein Ungar. Darüber hinaus bezeichnete sich 1880, 1992 und 2002 je ein, 1890 und 1900 je vier und 1910 drei Einwohner als Ungarn, 1880 einer als Deutscher, 1966 einer als Serbe. Die höchste Anzahl der Roma (50) wurde 1930 registriert (1956 7 und 1977 10).

## Sehenswürdigkeiten
- Die Kirche von Ciungi in Vidra, im 13. Jahrhundert aus Stein errichtet, erhielt 1690 einen Glockenturm. 1693 wurde sie mit Wandmalereien versehen, welche übertüncht wurden.[6] Die Kirche steht unter Denkmalschutz.[7]
- Im Karstgebiet und Dolomitgestein der Umgebung das Naturreservat Dealul cu Melci („Schneckenhügel“), mit Tausenden von versteinerten Muscheln (Acteonella gigantea) aus den warmen Kreidemeeren; der Pișoaia-Wasserfall; die Vaii Morilor-Klamm; die Stiubei-Höhle beim Dorf Poieni.[6]
- Die Holzkirche Sfinții Trei Ierarhi des eingemeindeten Dorfes Goiești – eine der schönsten Holzkirchen des Arieștales – wurde (nach unterschiedlichen Angaben) 1712[6] oder 1792[7] errichtet und steht unter Denkmalschutz. Ihr gegenüber steht das ca. 200-jährige Bold-Haus.[6]